# Шимон Бар Йохай
Раббі Шимон Бар Іохай (РаШБІ) (івр. שִׁמְעוֹן בַּר יוֹחַאי, רַשְׁבִּי; II ст. після Р. Х.) — започаткував каббалістику в І—ІІ чи в ІІ—III ст.
За легендою, він протягом 12 років перебував у печері, де рятувався від переслідувань римлян. Після цього він отримав таємне знання змісту Святого Письма і виклав його у книзі «Зогар» (сяйво).
рабин

## Біографія
Тринадцять років був учнем Раббі Аківи, в єшиві (академії) в Бней-Браці. Він був настільки пов'язаний зі своїм вчителем, що коли римляни посадили того в тюрму, раббі Шимон таємно з небезпекою пробрався туди, щоб вчити у нього Тору. Весь час, поки раббі Шимон навчався у свого вчителя, він знаходився в тіні і ніхто не помічав його величі і мудрості через властиву йому велику скромність. Одного разу раббі Аківа сказав йому: «Досить тобі, що Всевишній і я знаємо про твоїх силах!».
Раббі Шимон був одним з п'яти учнів раббі Аківи, що залишилися в живих після страшної епідемії, яка забрала життя двадцяти чотирьох тисяч мудреців. Вся Тора того покоління трималася на мудрості цих п'яти учнів.
Одного разу, вже після смерті вчителя, раббі Шимон висловився про нього без належної поваги. Це настільки засмутило його, що з метою покаяння, він прийняв на себе величезну кількість постів, до такої міри, що всі його зуби почорніли після тривалих голодувань. Раббі належав до тих, хто продовжував чинити опір римському правлінню після повстання Бар-Кохби. Після мученицької смерті Раббі Аківи почав проповідувати ненависть до римлян і до римського уряду. Шимон Бар-Йохай молився і просив поразки римлянам в їхній війні проти персів. Був засуджений римлянами до смерті і змушений був тікати і ховатися в печері «Ідра Раба» на горі Мирон у Галілеї протягом 13 років. Після виходу з печери не був прийнятий в Синедріон, був у делегації єврейських мудреців, посланих в Рим. Завдяки його старанням було скасовано заборони на обрізання і Шаббат. Займався відновленням економіки країни і заохочував роботу. У вченні Тори проповідував простоту, ясність і пошук логічного пояснення законам.
Раббі Шимон очолював «святе братство», куди входили десять мудреців: раббі Шимон бар Йохай, його син раббі Елазар, раббі Аба, раббі Йегуда, раббі Йосі бар Яаков, раббі Іцхак, раббі Хізкі бар Рав, раббі Хія, раббі Йосі і раббі Іса. Основи кабалістичним книги Зоар були складені раббі Шимоном і його святим братством. Регулярно їм розкривався пророк Ілля (Еліягу), що повідомляв ним таємниці Тори з вищої небесної єшиви, де перебувають душі праведників. Книга Зоар була записана раббі Абой за вказівкою раббі Шимона.
У будь-якому місці в Талмуді, де згадується просто раббі Шимон без згадки імені його вчителя чи батька, мається на увазі раббі Шимон бар Йохай.